# 曹爱华
曹爱华（1968年1月—），女，汉族，辽宁庄河人，中华人民共和国政治人物。

## 生平
1992年7月加入中国共产党。1995年8月至1999年3月，任共青团营口市委副书记。1999年3月至2000年11月，任共青团营口市委书记、党组书记。2000年11月至2002年10月，任中共营口市委常委、宣传部长。2002年10月2至007年12月，任共青团辽宁省委副书记、党组副书记。2007年12月至2010年8月，任共青团辽宁省委书记、党组书记。
2010年8月至2012年12月，任中共大连市委常委、大连市人民政府副市长。2013年1月，任中共大连市委常委、大连市人民政府常务副市长。2016年9月，因辽宁拉票贿选案，涉嫌严重违纪，接受调查。2017年3月被开除中国共产党党籍。2018年8月，曹氏因犯贪污罪、受贿罪，遭沈阳铁路运输中级法院判囚八年六个月，并处罚金人民币150万元。